# Мухаммад аль-Мутаваккіль
Мухамма́д аль-Мутаваккі́ль (араб. محمد المتوكل, ʿMuḥammad al-Mutawakkil; ? — 4 серпня 1578) — султан Марокко (1574—1576; номінально — до смерті). Представник арабської Саадійської династії. Син марокканського султана Абдаллаха аль-Галіба. Племінник султанів Абда аль-Маліка I й Ахмада аль-Мансура. Зайняв престол після смерті батька (1574), всупереч закону про агнатичний сеньйорат, що передбачав передачу трону його дядькам. Стратив і ув'язнив власних братів як потенційних претендентів на престол. Був змушений воювати проти дядька Абда аль-Маліка, який заявив на права на трон і вдерся до Марокко із військом Османів (1576). Зазнав серії поразок у битвах при аль-Русі, Джанаці аль-Райхані й Таруданті. Втратив столицю Фес (1576). Втік до Кастилії, де сподівався отримати допомогу. Згодом рушив до Португалії, де уклав союз із португальським королем Себаштіаном. Повернувся із ним до Марокко на чолі мароккансько-португальського війська (1578). Зазнав нищівної поразки від дядька в битві при Алкасер-Кібірі. Загинув у бою. Також — Мухамма́д II.

## Імена
- Мухамма́д II — у західній традиції, на противагу дідові Мухаммаду аш-Шейху (Мухаммаду І).
- Мухамма́д аль-Мутаваккі́ль (араб. محمد المتوكل, ʿMuḥammad al-Mutawakkil) — коротке ім'я.
- Мухамма́д Боговірний — переклад арабського прізвиська.
- Абу Абдаллах Мухаммад аль-Мутаваккіль аль-Маслух (араб. أبو عبد الله محمد المتوكل المسلوخ‎, Abū ʿAbd Allāh Muḥammad al-Mutawakkil al-Maslūḫ) — повне ім'я.
- Мулай-Муххамад

## Біографія
У серпні 1574 року португальський король Себаштіан розпочав вторгнення до Марокко, яким правив султан Мухаммад. Португальці прибули до Сеути, згодом переправилася до Танжеру, але активних бойових дій не вели. Врешті-решт, під тиском зими, що насувалася, а також відсутності підтримки з боку Кастилії і португальського двору Себаштіан був змушений безрезультатно повернутися на батьківщину.

## Сім'я
- Батько: Абдаллах аль-Галіб (1517—1574), султан Марокко (1557—1574).
- Дядьки:
  - Абд аль-Малік I (?—1578), султан Марокко (1576—1578).
  - Ахмад аль-Мансур (1549—1603), султан Марокко (1578—1603).

## У культурі

### Кіно
- 1990: Битва трьох королів